# Lingeries
『Lingeries』（ランジェリーズ）は、2001年5月25日にミンクより発売された18禁恋愛アドベンチャーゲーム。

## 概要
下着メーカーへ課長待遇で派遣された主人公が3か月の契約期間にOLたちと親しくなりながらセクハラで社内情報などを入手し、配属先の業績の向上と社内の派閥抗争勝利の成功を手中にすることが目標である。シナリオは鈴木幸一、キャラクターデザインと原画はみうらたけひろが担当。
開発期間中にタイトルの変遷を経ており、当初は「OLシンドローム」というタイトル案もあった。
2008年8月14日には新パッケージ版が発売された。

## 登場人物
渡 宗二朗（アダルトゲーム版） / 中西（アダルトアニメ版） / 泉 準二（小説版）
人材派遣会社に登録している派遣社員。年齢は30代半ば。絶倫かつテクニシャンであり、OLたちを魅了していく。
藤山 真優美（ふじやま まゆみ）
年齢：22歳 / 身長：161cm / スリーサイズ：86/56/87（cm）
企画部企画二課所属。宗二朗の直属の部下。ヒロイン中で唯一の処女。発想力と企画力には長けているものの、現在の課の雰囲気の影響を受けてやる気を失っている。
麻丘 玲奈（あさおか れな）
年齢：21歳 / 身長：163cm / スリーサイズ：89/59/90（cm）
宣伝部広報課所属。才色兼備として知られている一方、多数の男達と関係を持っているという噂が流れている。
野々山 有栖（ののやま アリス）
年齢：22歳 / 身長：165cm / スリーサイズ：93/60/91（cm）
営業部販売促進課所属。アメリカ人とのハーフ。金髪。
桜井 千紗（さくらい ちさ）
年齢：23歳 / 身長：158cm / スリーサイズ：98/60/93（cm）
技術開発部所属。プライドが高くドライな性格。Iカップの爆乳の持ち主。

## 主題歌
イメージソング「♪幸せな未来が待ってる」
作詞：Kaz / 作曲・編曲・歌：KIMO
イメージソング「FOREVER」
作詞：Kaz / 作曲・編曲・歌：KIMO

## アダルトアニメ
2003年から2004年にかけ、グリーンバニーより発売された。2006年には各販売サイトにて全3巻のネット配信が開始されたほか、2013年4月25日には全3巻をDVD1枚に収録した廉価版がspermationより発売された。
同タイトルで北米版も発売されているが、無修正の映像素材を用いているため、日本国内からは購入できない。
監督の西島克彦には、「一度はやってみたかったアダルト物。でも見てる方がやっぱり楽でいいです。」と評されている。
キャスト
- 麻丘玲奈 - 吉野なつき
- 藤山真優美 - 木村あやか
- 野々山有栖 - 北都南
- 桜井千紗 - 北条明日香
- 中西 - 木村修
- 財津 - 一条和矢
- 藤山 - 渡辺克己

スタッフ
- 原作 - ミンク
- 企画 - 蜜丘潤
- 監督 - 西島克彦
- 絵コンテ - 西島克彦（〈#1〉）、福山新一（〈#2〉）、牡浮マリヰ（〈#3〉）
- 脚本 - 森永浩史
- 演出 - 引賀強
- キャラクター原案 - みうらたけひろ
- キャラクターデザイン - 山田正樹、つくもやそはち
- 作画監督 - 山田正樹（〈#1、#3〉）、石川健介（〈#2〉）
- 美術監督 - 中山益男
- 色彩設計 - 三笠修
- 撮影監督 - 中村訓士
- 編集 - 田熊純
- 音響監督 - ん念堂
- 音楽 - 高瀬ゆい
- 音響制作 - マンタ・レイ
- フォーマット編集 - スタジオブレーン
- 制作担当 - 桑原誠、福崎慶史
- 制作進行 - 長谷川浩之
- プロデューサー - Riki、飯塚智久、山上隆
- アニメーション制作 - スタジオ・ファンタジア
- 製作 - ハピネット・ピクチャーズ
- 販売元 - グリーンバニー

主題歌
- ED「Little Kiss」
  - 作詞・作曲：高瀬ゆい / 歌：Yuuko

DVD
- 『ランジェリーズ Office1 〜性隷の有栖〜』（2003年7月24日発売 GBBH-3581）
- 『ランジェリーズ Office2 〜敏欲の千紗〜』（2003年10月23日発売 GBBH-3582）
- 『ランジェリーズ Office3 〜愛奴の玲奈〜』（2004年2月26日発売 GBBH-3583）
- 『ランジェリーズ High tension Sexy Pack』（2013年4月25日発売 WRDK-002）

## 小説
2001年10月13日発売 ISBN 4-89490-131-5
- 原作：ミンク
- 文：三田村半月
- イラスト：みうらたけひろ
- 発行元：パラダイムノベルス